# Мутанти X
«Мутанти Ікс» (англ. Mutant X) — телевізійний серіал, який вперше з'явився в ефірі 6 жовтня 2001 року (прем'єрний показ завершився 17 травня 2004 року. Він був створений Marvel Studios (підрозділ Marvel Comics). Сюжет розгортається навколо Мутантів X, команди «Нових мутантів», які мають незвичайні здібності, яких вони набули в результаті генної інженерії. Як і сотні інших нічого не підозрюючих людей, членів Мутант X використовували для дослідів у серії секретних урядових експериментів. Компанія, що стоїть за проектом, хоче контролювати «Нових мутантів» у своїх цілях.
Місія Мутантів X — розшукати «Нових мутантів», допомогти їм впоратися зі своїми можливостями і захистити від тих, хто хоче використати свої повноваження.
Серії були відзняті в Торонто, Канада. Мутанти Х не мають відношення до однойменної серії коміксів.

## Трансляція
В Україні серіал транслюється телеканалом ICTV.

## Актори
- Форбс Марч
- Джон Шіа
- Лорен Лі Сміт
- Вікторія Пратт
- Віктор Вебстер
- Том МакКамус
- Карен Кліше
- Ліза Маркос